# Stanisław Jan Jabłonowski

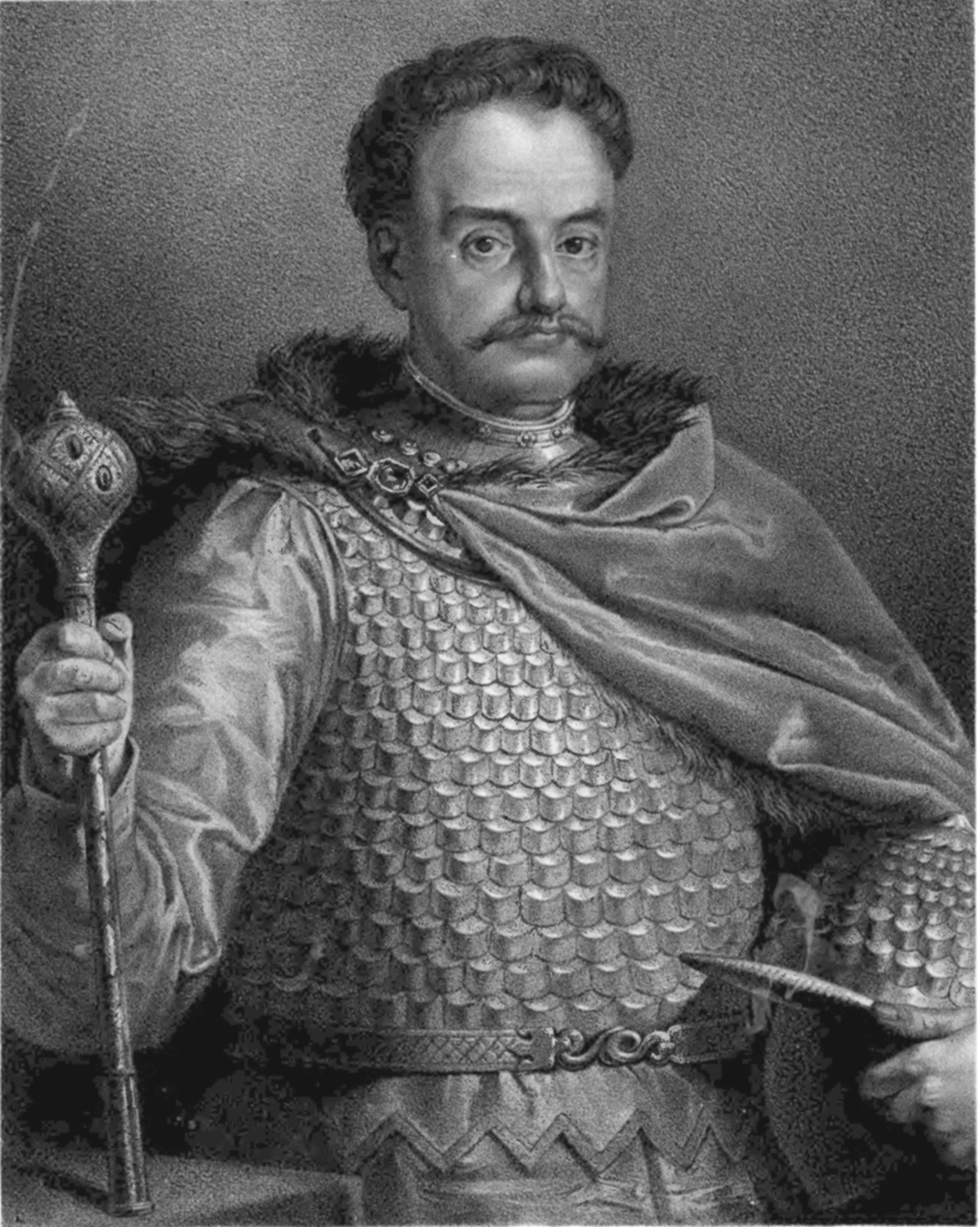
Stanisław Jan Jabłonowski målad av Wojciech Gerson.

Stanisław Jan Jabłonowski, född 3 april 1634 i Łuczy nära Jabłonowa, död 3 april 1702 i Lwów, var en polsk adelsman. Han var farfar till Józef Aleksandr Jabłonowski.
Jabłonowski var senator samt storkronhetman och kastellan av Kraków. Han deltog i kriget mot svenskarna 1655, lyckades rädda kronklenoderna från Kraków, var med vid belägringen av Riga, följde Stefan Czarniecki till Danmark, där han som överste under stormningen av Kolding (1658) sårades i benet av en kula, som satt kvar resten av livet. Från Danmark begav han sig till Ukraina, där han kämpade under Stanisław Rewera Potockis och Jerzy Sebastian Lubomirskis ledning. År 1664 blev han vojvod av Rus. 
I det turkiska fälttåget bidrog han kraftigt till Jan Sobieskis seger vid Chotin 1673, framställde först dennes kandidatur till polska kungakronan och anförde högra flygeln av den polska undsättningshären vid Wien 1683. Efter Johan III:s (Sobieskis) död blev han själv uppställd som kandidat till tronen och deltog i fredsunderhandlingarna i Karlowitz 1699. Hans dotter Anna blev i sitt äktenskap med vojvoden Leszczyński mor till kung Stanisław I Leszczyński.